# Germani
Germani (latinski: germani) obuhvaćaju veliku, jezično i plemenski srodnu skupinu indoeuropskih naroda, čija je pradomovina bila južna Švedska, Danska, Schleswig-Holstein i Sjevernonjemačka nizina (između rijeke Wesera i Odre). 
Iz tog su se područja brojna plemena već u prapovijesno vrijeme postupno širila na istok do rijeke Visle, na zapad do rijeke Rajne, a na jug do Majne, spuštajući se čak i do Dunava i Karpata. Danas su to područja Njemačke i Austrije, Švicarske, Francuske, Engleske, zapadne Poljske, sjeverne Italije, Danske, Norveške, Švedske, Lihtenštajna, Luksemburga, Nizozemske i Sudeta (Češka).

## Opis i ustroj
Germani su bili veoma visokog rasta, plave ili riđe kose, plavih očiju i svijetle puti. Živjeli su nomadskim životom često mijenjajući svoje boravište s ciljem pronalaženja bolje zemlje. Nisu osnivali gradove, a bavili su se uglavnom poljodjelstvom, stočarstvom i lovom. Bili su organizirani po rodovima od sto obitelji (njem. Hundertschaft s 400 – 1000 a ponekad i do 2000 ljudi). Rod je bio osnovna društvena, ali i ratno-taktička postrojba. Svi članovi roda su bili slobodni ljudi i živjeli u istom selu, zajedno su obrađivali zemlju i svojina je bila zajednička. Zapovjednik roda (hunno, stotinar) u miru je bio poglavar a u ratu vođa stotine (nije označavalo sto ljudi već samo neki veći broj).
Više rodova sačinjavalo je pleme, na čijem je čelu bio zapovjednik, kojeg je birala skupština slobodnih muškaraca Ding ili Thing i koji je imao najvišu vlast te odlučivao o ratnim pothvatima. Plijen se dijelio ravnomjerno. Za one koji su bili tijekom rata neposlušni i oni koji bi slabili vojnu disciplinu, bila je predviđena kazna bičevanjem i vezivanjem, a i smrću. Većinu vojnih snaga germanskih plemena je činilo pješaštvo, ali su plemena imala i vrlo dobru konjicu za izviđanje, krstarenje i prepade iz zasjede. Istočni Germani koji su živjeli u euroazijskim stepama su razvili snažnu konjicu. 
Kasnije su se u okviru plemena izdvojile obitelji poglavara i vođa koji su se pokazali u ratu, a koji su iz plijena i poklona povećali svoje bogatstvo i na taj način mogli uzdržavati svoju pratnju (družinu). Iz tih obitelji obično se bili birani kneževi (principes, njem. Fürsten) – prvi germanski vlastelini, koji su tijekom mira sudili, a tijekom rata zapovijedali plemenima. Među kneževima je za ratne pohode bitan vojvoda (njem. Herzog).
Germanska plemena su bila mnogobrojna. Tacit je poznavao oko 60 različitih germanskih plemena. Ipak, neka od najpoznatijih su: Cimbri, Heruli,  Teutonci, Angli, Sasi, Burgundi, Goti, Ambroni, Svevi, Batavci, Ubijci, Triboci, Nemeti, Vangioni, Sugambri, Uzipeti, Tenkteri, Herusci, Markomani, Kvadi, Hati, Frižani itd.

## Pokreti germanskih plemena (3. i 2. stoljeću prije Krista):
U 3. stoljeću prije Krista zapadna germanska plemena prelaze srednju i donju Rajnu, miješaju se sa starosjediocima Keltima na Moselu i u Belgiji i prihvaćaju jaču galsku kulturu. Oko 200 prije Krista istočna plemena (Bastarni, Skiri, a dijelom i Gepidi) prodiru s Visle do obale Crnog mora, gdje se miješaju s azijatskim i slavenskim narodima.
U 2. stoljeću prije Krista sjeverna germanska plemena, Cimbri, Teutonci i Ambroni napuštaju svoje područja na Jyllandu zbog, kako izvješćuju antički izvori, katastrofalnih poplava. Cimbri upadaju 113. prije Krista u rimsku provinciju Norik a Teutoni u Galiju. Tijekom ovih svojih prodora Cimbri i Teutoni su potisnuli Kelte s Majne i Neckara u današnju Švicarsku. Poslije mnogobrojnih sukoba Rimljana s germanskim plemenima (bitka kod Arauzija), Gaj Marije je uspio pobijediti Teutonce i Ambrone kod Sekstijskih Toplica (Aquae Sextiae) 102. prije Krista i uništiti Cimbre u gornjoj Italiji kod Vercele (Vercellae) 101. prije Krista. 
Današnju južnu Njemačku zaposjedaju Svevi, dok se Batavci naseljavaju na ušću Rajne, Ubijci kod grada Kölna, a Triboti Nemeti i Vangioni na srednjoj Rajni. Svevi su pod kraljem Ariovistom 72. prije Krista prešli gornju Rajnu i naselili današnji Elsas i Falačku. 
U ovom razdoblju daljnja prodiranja germanskih plemena zaustavljena su u galskim ratovima u kojima su Rimljani pokorili i pobijedili Germane pod zapovjedništvom Cezara.

## Pokreti germanskih plemena (1 stoljeća prije Krista i 1. stoljeća):
Pred kraj 1. stoljeća prije Krista, 16. pr. Kr. germansko pleme Sugambri su prešli Rajnu i porazili rimske postrojbe pod Lolijem i udružili se s drugim obližnjim germanskim plemenima s ciljem prodora u Galiju. Kako bi spriječio i otklonio opasnost s Galije, car August je odlučio premjestiti limes s rijeke Rajne na Elbu. Poslije trogodišnjih sukoba rimski zapovjednik Druz pokorava Hate, Heruske, Hauke i Sugambre, dok se Svevi (Markomani i Kvadi) povlače i naseljavaju oblast današnje Češke i Moravske.
Rimski vojskovođa a kasnije i car Tiberije je bez poteškoća pokorio germanska plemena do rijeke Elbe i osnovao nove rimske provincije, čija je organizacija međutim naišla na otpor kod slobodnih germanskih plemena. Herušćanski knez Arminije je potajno skupio srednja i donja plemena i iz zasjede porazio tri rimske legije 9. godine kod Teutoburške šume. Ovom pobjedom je vraćena neovisnost Germana usprkos pokušaja (14. – 17. godine) Germanika da je slomi. Rimljani su se povukli na rijeku Rajnu i utvrdili limes. 
Razdor i unutarnji sukobi između Arminija i markomanskog kralja Maroboda, iscrpili su u međusobnom sukobu (17. – 19. godine) svoju snagu i na taj način spriječili sami sebe da potpuno potisnu Rimljane iz Germanije. Zapadna germanska plemena su zapala pod vlast rimskog imperija u provincijama Germania superior i Germania inferior, dok su plemena duž ove granice dobrovoljna ušla u vojnu službu Rima.
U ovom razdoblju plemena su se dijelila na tri velike skupine:
- Istevoni – na donjoj Rajni (Batavci, Tongri, Tenkteri, Uzipeti, Hamavi, Tubanti, Sugambri, Brukteri, Marzi i Hati)
- Ingevoni – na obali Sjevernog mora (Frižani, Hauci, Herusci, Angli)
- Hermioni – najveća skupina (Svevi, Hermunduri, Markomani, Kvadi, Langobardi, Rugijci, Vangioni, Nemeti, Triboki, Goti, Burgundi i Vandali)

## Pokreti germanskih plemena (od 2. stoljeća):
Iako su prešli u obranu, Rimljani nisu uspjeli dugo očuvati svoje utvrđene granice od napada i upada germanskih plemena, koji su pritisnuti prodorima drugih naroda bili prisiljeni tražiti bolje i veće oblasti za život. Tako su 166. godine Markomani i Kvadi upali duboko preko Dunava u rimsko područje, sve do Akvileje. Opasnost po carstvo je nastupila polovinom 3. stoljeća, kada se udružuju brojna germanska plemena u jake vojne saveze. Rimsko Carstvo, čija je moć bila u opadanju, bilo je prinuđeno dozvoliti plemenima kao federatima, pod obvezom na vojnu službu i čuvanje granice, da se naseljavaju na rimskom području. Markomani ulaze u Norik i Panoniju. Tada se pojavljuju i nova plemena kao što su Gali, Alemani, Franci i Sasi. 
- Alemani prodiru prvo s Majne na limes a kasnije i u Galiju, gdje ih Julijan Apostata 357. godine u bici kod Argentoratuma pobjeđuje. Alemani su se kasnije u 5. stoljeću, iskoristivši prodor Vandala i Sveva, naselili na lijevoj obali Rajne i proširili na današnju francusku pokrajinu Elzas.

- Franci se kao federati naseljavaju u 4. stoljeću u sjevernoj Galiji i osnivaju svoju državu, prvobitno kao rimski federati, a od 486. godine kao potpuno neovisni.

- Istočno-germanski Goti, su se učvrstili na sjevernoj obali Crnog mora, a od početka 3. stoljeća upadaju u Daciju. Car Aurelijan im 272. godine prepustio Daciju i postigao na dulje vrijeme stabilnost i mir na granici. Goti su se sjeverno od Dunava podijelili na Vizigote i Ostrogote. Goti su suzbili Vandale 335. godine i car Konstantin I. Veliki im odobrava da se nasele u Panoniji kao federati. Huni su 375. godine svojim prodorom iz Azije lako savladali Ostrogote na Crnom moru i prisilili ih da zajedno s njima sudjeluju u ratnim pohodima na zapadu. Vizigoti, potisnuti i s odobrenjem cara Valensa naseljavaju se kao federati u Traciji i Meziji, gdje brane granice Rima od Huna. No, kad je carstvo odbilo da ih plaća, pobunjuju se i prodiru na Balkan, a 401. godine prelaze u Italiju da bi 419. godine prodrli u Galiju gdje se naseljavaju u Akvitaniji kao federati. Odvajaju se u 5. stoljeću od Rima i stvaraju moćnu državu koja obuhvaća prostor od Gibraltara do Loire. Porazom od Franaka kod Vujea (507. godine), vlast Vizigota se smanjuje na Septimaniju i Španjolsku. Poslije raspada Hunske države (453. godine), Ostrogoti ponovno stječu neovisnost i naseljavaju se u Panoniji, otkuda pod zapovjedništvom kralja Teodorika 488. godine upadaju u Italiju, obaraju uzurpatora Odoakra i 493. godine stvaraju moćnu Ostrogotsku državu, koju 553. godine Bizant poražava u bizantsko-ostrogotskom ratu.

- Vandali su u savezu s Alanima i Svevima,  406. godine prešli u Galiju i Španjolsku, otkuda su ih Vizigoti protjerali u Sjevernu Afriku, gdje su osnovali svoju državu. 440. godine su osvojili Siciliju, 455. godine upali u Italiju i opljačkali Rim. Vandalsku državu uništio je bizantski vojskovođa Belizar 534. godine u vandalskom ratu i Vandali su nestali u Africi.

- Langobardi su s donje Labe krajem 4. stoljeća krenuli na jug i zajedno s Herulima su se nastanili na Karpatima, oko gornjeg toka rijeke Tise, otkuda su 546. godine prešli u Panoniju. U savezu s Avarima su pokorili Gepide, a pod zapovjedništvom kralja Alboina su 568. godine osvojili veći dio Italije i osnovali Lombardiju sa sjedištem u Paviji. Njihovu vladavinu okončao je Karlo Veliki 774. godine u franačko-langobardskim ratovima.

- Burgundi su se sredinom 3. stoljeća preselili na gonju Majnu, otkuda su zbog pritiska Vandala i Sveba 406. godine prešli u Galiju. Namjesnik Aecije ih je 437. godine potisnuo u Savoju, gdje su se proširili duž rijeke Rhône i naselili cijelu jugoistočnu Galiju osim Provanse. 532. godine su pali pod franačku vlast.

- Angli i Sasi su s Jilandskog poluotoka u 4. stoljeću uznemirivali rimske postrojbe na obalama Britanije i Galije, a od 419. godine se naseljavaju u Britaniji.

- Bajuvari (Bavarci), potomci Markomana, naselili su se (488. – 520. godine) na području između rijeke Inn i Ems, a onda se proširili do rijeke Leh, a sjeverno od Dunava do Češke šume, pobijedivši Turinge, koju su bili naselili tu oblast umjesto Hermundura.

Germanske države, zasnovane na ruševinama Zapadnog Rimskog Carstva izvan provincije Germanije, postupno su romanizirane, a germanske su ostale Skandinavija, Britanija i područje između Sjevernog i Baltičkog mora, Alpi, Rajne i Labe, od kojeg će u 10. stoljeću nastati Njemačka.

## Stara plemena
- Cherusci (Herusci)

## Vanjske poveznice
- Germans